# HV Apollo '70
Apollo '70 was een Nederlandse handbalclub uit het Gelderse Wehl die in 1970 werd opgericht. In 2015 maakte Apollo en De Gazellen bekend te fuseren, en samen verder te gaan onder de naam Artemis '15.
Het eerste herenteam van Apollo '70 promoveerde in het seizoen 1998/99 van de eerste divisie naar de eredivisie. Echter na één seizoen degradeerde het team weer naar de eerste divisie. Echter besloot het bestuur van Apollo '70 om het eerste team uit de eerste divisie te terugtrekken voor aanvang van het seizoen 2000/2001. Dit was omdat de hoofdsponsor, ondanks het contract, niet langer zijn verplichtingen wilde nakomen. Mede hierdoor vond het bestuur het onverantwoordelijk om het eerste herenteam op dit niveau te laten spelen.